# Gaschney

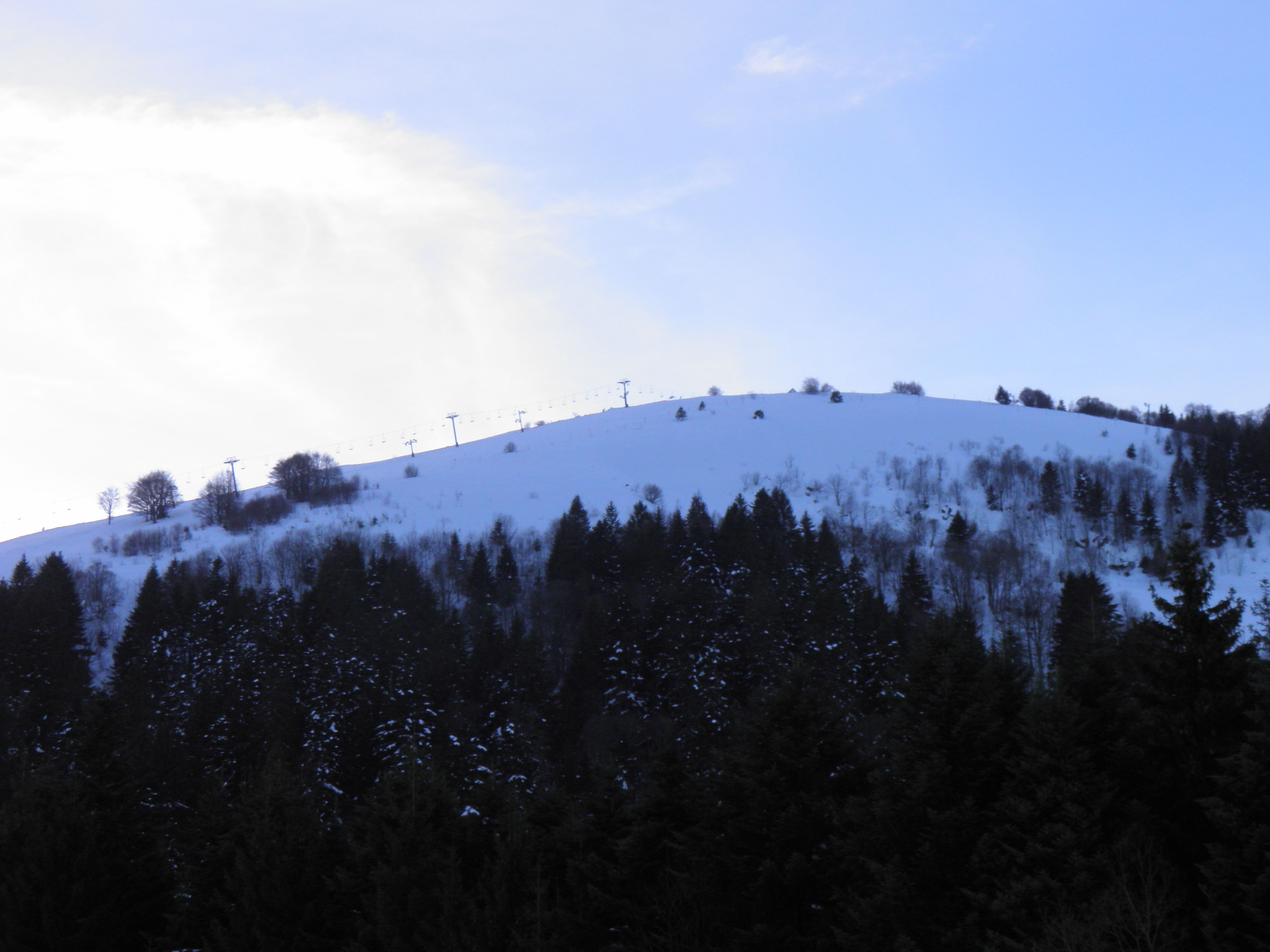
Skipiste von Gaschney

Der Gaschney ist ein Skigebiet in den Vogesen, Frankreich. Der Gaschney liegt in 1011 m Höhe auf einem Sattel zwischen den Gipfeln Le Petit Hohneck und Gaschneykopf. Auf den Petit Hohneck führen zwei Tellerlifte: Téléski du Petit Hohneck (990m-1290m) und Téléski du Hinterschallern (980m-1290m).
Der Gaschney ist über eine gut ausgebaute Straße aus dem Ort Muhlbach-sur-Munster erreichbar, außerdem gibt es außerhalb der Wintersportperiode ein ausgedehntes Netz an Wanderwegen. Zum Hohneck führt ein steiler Anstieg von ca. 1,5 Stunden.
Koordinaten: 48° 2′ 2,4″ N, 7° 2′ 45,9″ O